# Odette Chapelot
Odette Chapelot, née Odette Leclerc le 20 décembre 1945 à Paris 18e et morte le 22 mai 2011 à Paris 14e, est une historienne et archéologue française.
Après des études dans un grand lycée parisien, elle étudie l'histoire à la Sorbonne, et participe à des chantiers de fouilles archéologiques. En 1968, elle épouse Jean Chapelot et entre au Centre de recherches historiques de l'EHESS.
Sa thèse est dirigée par Jacques Le Goff et porte sur la spécialité de toute sa carrière : la construction au Moyen Âge, (titre : Les matériaux de la construction en Bourgogne aux xive et xve siècles (Aspects techniques, économiques et sociaux)).
Elle prend sa retraite en 2010,.

## Publications
- Pierre et métal dans le bâtiment au Moyen Âge (dir. avec P. Benoit), 1985
- Mines carrières et métallurgie dans la France médiévale (dir. avec P. Benoit), 1985
- Du projet au chantier. Maîtres d’ouvrage et maîtres d’œuvre aux XIVe – XVe siècles, 2001
- La construction. Les matériaux durs : pierre et terre cuite (coll.), 2004 ; Terres cuites architecturales médiévales et modernes (dir. avec J. Chapelot et B. Rieth), 2009